# Phường 14, Tân Bình
Phường 14 là một phường thuộc quận Tân Bình, Thành phố Hồ Chí Minh, Việt Nam.

## Địa lý
Phường 14 nằm ở trung tâm quận Tân Bình, có vị trí địa lý:
- Phía đông giáp Phường 11 và Phường 12
- Phía tây giáp quận Tân Phú
- Phía nam giáp Phường 10
- Phía bắc giáp Phường 13.

Phường có diện tích 0,80 km², dân số năm 2021 là 27.763 người,  mật độ dân số đạt 34.703 người/km².
Phường là nơi đặt trung tâm hành chính của quận.

## Lịch sử
Trước năm 1975, địa bàn Phường 14 ngày nay là một phần xã Tân Sơn Nhì, quận Tân Bình, tỉnh Gia Định.
Năm 1976, xã Tân Sơn Nhì giải thể để thành lập các phường mới thuộc quận Tân Bình, trong đó có Phường 13 và Phường 14.
Ngày 5 tháng 11 năm 2003, Chính phủ ban hành Nghị định 130/2003/NĐ-CP. Theo đó:
- Điều chỉnh 110,23 ha diện tích tự nhiên và 23.590 người của Phường 14 về quận Tân Phú mới thành lập (nay là một phần các phường Tân Sơn Nhì, Tân Quý và Tân Thành thuộc quận Tân Phú).
- Điều chỉnh 79,75 ha diện tích tự nhiên và 26.019 người của Phường 13 về Phường 14 quản lý.
- Điều chỉnh 9,26 ha diện tích tự nhiên và 3.201 người của Phường 14 về Phường 13 quản lý.

Sau khi điều chỉnh địa giới hành chính, Phường 14 có 92,10 ha diện tích tự nhiên, dân số là 30.147 người.